# Dobrodružství Toma Sawyera
Dobrodružství Toma Sawyera (1876) je román Marka Twaina.

## Děj
Kniha vypráví o chlapeckém životě Toma Sawyera. Tom žije se svojí tetičkou Polly a nevlastním rozmazleným bratrem Sidem.
Sid Toma nemá rád, závidí mu jeho kamarády, jeho dobrodružství i jeho bláhový způsob života. Proto to byl obvykle on, kdo tetičce Polly žaloval Tomovy rošťárny. Tetička Toma vždy řádně potrestala, ale v hloubi duše ho měla ráda stejně jako Sida. 
Se svými nejlepšími kamarády, Joem Harperem a Huckleberrym Finnem, prováděl Tom nejrůznější dobrodružství a lumpárny. Huckleberry byl syn místního opilce a za celý svůj život nebyl ve škole ani v kostele. Proto matky ostatních dětí zakazovaly svým dětem se s ním kamarádit. Tom a Joe mu však jeho nicnedělání záviděli.V Saint Petersburgu také bydlela Tomova životní láska, dcera místního soudce Thatchera, Becky Thatcherová.
Tom neustále utíkal v noci z domova a podnikal s Huckem různé výpravy za dobrodružstvím. Jedné noci se rozhodli jít na hřbitov. Na hřbitově zahlédli tři muže, a tak se schovali za náhrobek a dívali se, co muži provádí. Mezi muži poznali mladého doktora Robinsona, opilce Muffa Pottera a zabijáka Joea Indiána. Potter a Joe Indián měli lopaty a snažili se vykopat mrtvolu pro doktora Robinsona. Doktor jim za práci předem zaplatil, přesto Indián s Pottrem požadovali další peníze. Robinson jim odmítal ještě zaplatit, a tak se strhla rvačka, při níž Robinson omráčil Muffa Pottera a Joe Indián Robinsona zabil. Indián vše nastražil tak, aby si omráčený Potter po probuzení myslel, že Robinsona zabil on. Nato byl Muff Potter křivě obviněn z vraždy a uvržen do vězení, než začne soudní proces.
Kluci vše viděli a věděli, kdo je skutečný vrah, ale měli strach o tom vůbec mluvit, jelikož se báli zabijáka Joea Indiána.
Mezitím, co byl Muff Potter ve vězení, podnikali kluci další výpravy za dobrodružstvím. Rozhodli se žít na ostrůvku na řece Mississippi jako piráti. Nevěděli však, co to způsobí u nich doma. Za několik dní si celé městečko myslelo, že si vyjeli na voru a že se utopili. Po několika dnech strávených na ostrově se Tomovi stýskalo po tetě Polly a v noci ji šel navštívit. Potajmu se přikradl domů a nalezl tetu Polly a matku Joea Harpera, jak obě brečí nad ztrátou svých dětí. Tomovi došlo, že si celé město myslí, že jsou mrtví, a rozhodl se, že se vrátí na svůj pohřeb.
V den pohřbu se Tom, Joe a Huck skutečně vrátili a celé město mluvilo o zázraku zmrtvýchvstání. Joe vše doma pověděl mámě, jak to doopravdy bylo a od ní se to dozvěděla teta Polly. Teta Polly byla na Toma nazlobená, že ji nijak nedal vědět, že je naživu, a že se tady zbytečně trápila. Tom ji však ujistil, že doma byl se vzkazem na úlomku kůry a chtěl jí dát vědět, že žije. Pak si ale uvědomil, že kdyby jí vzkaz dal, jejich dobrodružství by troskotalo. Teta Tomovi zprvu nechtěla uvěřit, ale když se pak s rozpaky podívala do Tomova saka, co měl s sebou na ostrově, kůru opravdu našla a vše mu odpustila.
Poté začal soudní proces s Muffem Potterem, který byl neprávem souzený za vraždu a hrozil mu až trest smrti. Tomovi se ho zželelo, a proto u soudu vystoupil jako korunní svědek a řekl, jak se vše na hřbitově skutečně odehrálo. U soudu byl přítomen i vrah Joe Indián, který po Tomově výpovědi okamžitě utekl oknem. Muffa Pottera zbavili obvinění a propustili ho.
Jednoho dne se kluci rozhodli, že půjdou hledat poklad. A tak šli do strašidelného opuštěného domu. V tom uslyšeli hlasy, a tak se po zchátralých schodech běželi schovat nahoru. Seshora se škvírou v podlaze dívali dolů. Do domu vstoupil Joe Indián se svým komplicem, kterého kluci neznali. Nesli s sebou měšec s penězi, který se rozhodli ukrýt pod dřevěnou podlahu domu. Pod podlahou však narazili na dřevěnou truhlu, ve které byly tisíce dolarů. Chlapci seshora vše viděli a rozhodli se, že až Indián se svým komplicem odejde, tak si všechno vezmou. Muži se však rozhodli vzít si poklad s sebou a ukrýt ho pod křížem číslo 2. Chlapci nevěděli, co toto označení znamená, přesto se pokoušeli toto místo vyhledat, ale nikdy poklad nenašli.
Jednoho letního dne uspořádala Tomova bývalá láska Becky Thatcherová piknik, na který jely všechny děti z města. Tom jel také a Huck byl pověřen Tomem, aby hlídal každý Indiánův pohyb.
Na výletě se děti rozhodly jít prozkoumat jeskyni. Tom s Becky zašli příliš daleko a než se nadáli, tak se ve spletitých jeskynních chodbách ztratili. Lidé z celého města se je pokoušeli najít, ale nedařilo se jim to. Uplynulo několik dní a celé město Saint Petersburg truchlilo nad smrtí Toma a Becky.
Mezitím však Huck sledoval Joea Indiána a jeho komplice. Zjistil, že se chystají zabít vdovu Douglasovou, která bydlela za městem na kopci. Manžel, který vdově zemřel, býval totiž dříve soudce, který nechal Indiána zavřít a bičovat. Indián se teď chtěl na vdově pomstít. Huck nelenil a okamžitě seběhl dolů do vesnice, zabouchal na první dům, ve kterém bydlel pan Walesan se svými dvěma siláckými syny a pověděl jim o nebezpečí, které hrozí vdově Douglasové. Walesan a jeho synové si okamžitě vzali pušky a šli na kopec a vdovu Douglasovou zachránili, ale Joea Indiána se jim chytit nepodařilo. Když se vdova Douglasová dozvěděla, že za záchranou jejího života stojí hlavně Huckleberry Finn, rozhodla se, že se ho ujme jako vlastního syna a bude se o něj starat a poskytne mu vzdělání.
Mezitím v jeskyni přežíval Tom s Becky z posledních sil. Tom zde v záři pochodně v dálce zahlédl Joea Indiána a konečně zjistil, kam ukryl poklad. Byl s Becky na pokraji smrti hladem a žízní, když vešel do další chodby. V dálce na konci chodby zahlédl světlo a radostí mu poskočilo srdce. Když z otvoru vykoukli ven, tak uviděli několik metrů pod nimi řeku Mississippi a na ní loďku s nějakými lidmi. Pověděli jim, co se jim přihodilo a lidé jim dali jíst a pít a odvezli je zpátky do Saint Petersburgu. Saint Petersburg byl 8 kilometrů od místa jejich nálezu.
Celé město, hlavně Tomova teta Polly a matka Becky Thatcherové, bylo ze záchrany dětí šťastní. Soudce Thatcher nařídil vchod do jeskyně zatarasit, aby se tam už nikdo nikdy nemohl ztratit. Becky Tomovi v jeskyni odpustila a znovu s ním začala chodit.
Po několika dnech si Tom vzpomněl, že se v jeskyni ukrývá zabiják Joe Indián. Soudce nechal zábrany do vchodu zbourat a vydal se s ostatními muži hledat vraha. Jeho mrtvolu našli hned u vchodu. Indián se neměl jak dostat ven a tak jedl netopýry a svíčky, které zde nechaly děti a pil kapky vody, které kapaly ze stropu. To mu však nepomohlo a zemřel.
Tom Huckovi pověděl o pokladu a že ví, jak se do jeskyně dostat, i když je teď její vchod zatarasen. Věděl o jiném vchodu, o tom, ze kterého s Becky vylezli, když se v jeskyni ztratili. Tento vchod byl sice od města vzdálen 8 kilometrů, ale po řece tam Tom s Huckem byli za chvíli. Vlezli do jeskyně a společně pak našli truhlu i měšec s penězi. Celkem to čítalo něco přes 12 tisíc dolarů, tedy 6 tisíc pro každého. To na tehdejší dobu byla obrovská suma peněz.
Tom byl rád, že nakonec poklad našli a také byl rád že s ním Becky opět chodí. Huck začal bydlet u vdovy Douglasové, začal chodit do školy a do kostela také. Ze začátku se mu to sice vůbec nelíbilo a chtěl se vrátit ke svému původnímu způsobu života, ale Tom ho přemluvil, aby u vdovy zůstal.

## Hlavní postavy
- Tom Sawyer je snědý chlapec s zrzavými vlasy. Je celkem nezbedné dítě a vyvádí různé rošťárny, za které je většinou potrestán. Tom nerad chodí do školy a práci se vyhýbá, jak jen může. Nejraději by byl se svými kamarády Huckem a Joeem, se kterými zažívá různá dobrodružství. Dokáže čelit nebezpečí, je velmi odvážný a dokáže si zachovat chladnou hlavu. Má rád svou spolužačku Becky Thatcherovou.
- Huckleberry Finn je Tomův kamarád. Matku nemá a jeho otec je věčně opilý a nestará se o něj. Huck je chudý a převážně vyrůstá na ulici. Nechodí do školy, ani do kostela. Je to velký nezbeda, ale má dobré srdce. Lidé v městečku ho nemají rádi a zakazují svým dětem se s ním stýkat. Nakonec začne bydlet u vdovy Douglasové, které zachránil život.
- Becky Thatcherová je hodná a milá dívka, která má ráda Toma. Pochází z dobré a bohaté rodiny.

## Jazyk a forma díla
Kniha je psána ve třetí osobě. Jazyk tohoto díla je přizpůsoben čtrnáctiletému chlapci. Autor v knize používá mnoho slangových a nespisovných výrazů. Autor užívá dlouhých popisů a málo přímých řečí. Místy graduje do velkého napětí.

## Realistické prvky
- Autor používá dlouhé a velice podrobné popisy prostředí a krajin, ve kterých se hrdinové nacházejí. Přispívá tím k realistickému vnímání čtenáře.
- Twain v knize líčí život malého amerického městečka, tak jak je. Popisuje všední zvyky a starosti – nedělní chození do kostela, chození do školy, starosti s dětmi.
- Podrobně vykresluje všechny postavy a jejich charaktery. Popisuje jedince z různých společenských vrstev, dotýká se také problému otroctví.
- Autor v knize zobrazuje skutečnost přesně takovou, jaká byla. Dokazuje také, že i malý chlapec může vykonat velké věci.

## Hlavní myšlenka
Snaha ukázat a vylíčit život v Severní Americe, takový jaký byl.[zdroj?] Vše realisticky vykreslit a příliš si nevymýšlet. Vytvořit obraz života takový, jaký byl. Se všemi jeho klady i zápory. Pokus o vytvoření zábavného a dobrodružného románu, který by odrážel autorovo dětství. Posílení postavení dobrodružných knih. [zdroj?]

## Adaptace

### Filmové a televizní
- Dobrodružství Toma Sawyera – československý film režiséra Pavla Krause z roku 1967, v hlavních rolích Jaromír Hanzlík a Milan Stehlík.
- Dobrodružství Toma Sawyera – rumunsko-francouzsko-německý televizní seriál z roku 1968. Režisér Mihai Iacob s Wolfgang Liebeneiner.
- Páni kluci – československý film z roku 1975, režie Věra Plívová-Šimková, v hlavních rolích Michael Dymek a Petr Voříšek.
- Dobrodružství Toma Sawyera – japonský animovaný televizní seriál z roku 1980. Režisér Hiroši Saitó.
- Dobrodružství Huckleberryho Fina a Toma Sawyera – sovětský televizní seriál z roku 1981. Režisér Stanislav Govoruchin.
- Tom Sawyer – německý film z roku 2011. Režie Hermine Huntgeburth.

### Rozhlasové
- Mark Twain: Dobrodružství Toma Sawyera a Huckleberryho Finna, Radioservis[1][2]